# Marco Affronte
Marco Affronte (ur. 6 maja 1965 w Rimini) – włoski polityk i badacz, poseł do Parlamentu Europejskiego VIII kadencji.

## Życiorys
Ukończył w 2012 studia z zakresu nauk przyrodniczych na Uniwersytecie Bolońskim. Przez kilka lat pracował w różnych zawodach, w tym jako nauczyciel. Od 1997 związany z sektorem organizacji pozarządowych. Został badaczem w Fondazione Cetacea, był dyrektorem ds. naukowych tej fundacji zajmującej się badaniami środowiska morskiego. Jest autorem kilku publikacji popularnonaukowych.
Zaangażował się w działalność polityczną w ramach Ruchu Pięciu Gwiazd. W wyborach w 2014 z listy tego ugrupowania uzyskał mandat eurodeputowanego. W 2017 opuścił Ruch Pięciu Gwiazd, przeszedł także w PE do frakcji Zielonych.